# 埃爾馬河
54°09′58″N 20°36′41″E / 54.1662°N 20.6114°E
埃爾馬河是波蘭的河流，位於該國西北部，處於瓦爾米亞-馬祖里省，屬於維納河的左支流，河道全長38公里，流域面積281平方公里，有黑鯽、丁鱥、歐洲鯉、湖擬鯉、白斑狗魚、河鱸等魚類棲息。